# Nules
Nules (en valencien et en castillan) est une commune d'Espagne de la province de Castellón dans la Communauté valencienne. Elle est située dans la comarque de Plana Baixa et dans la zone à prédominance linguistique valencienne.

## Géographie

### Localisation

Localisation de Nules
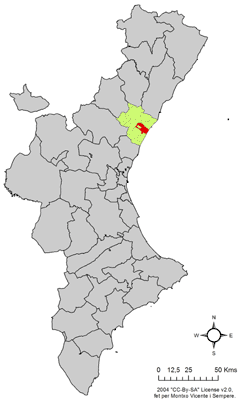
dans la Communauté valencienne.
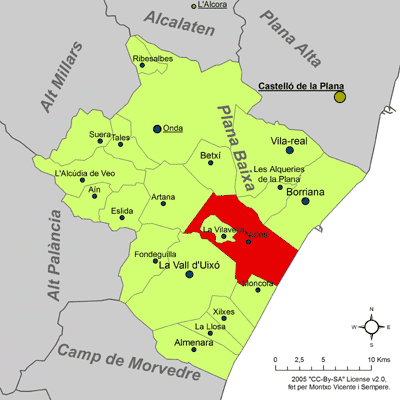
dans la comarque de Plana Baixa.

La ville se trouve dans la zone plate de la Plana. Son climat est méditerranéen.
On accède à Nules depuis Castellón en prenant la N-340.

### Hameaux et districts ruraux
- Mascarell.
- Playa de Nules.

### Communes limitrophes
Nules est voisine des communes de Artana, Bechí, Alquerías del Niño Perdido, Burriana, Moncófar, Vall de Uxó et Villavieja, toutes dans la Province de Castellón.

## Économie
Elle est basée sur l'agriculture, avec une claire prédominance de la culture des agrumes. On y a développé une variété d'oranges (les clemenules) qui a un grand succès à l'exportation. La commercialisation de ces produits a conduit au développement d'un secteur de conditionnement.
On trouve également une industrie céramique (carreaux), qui rivalise avec celles de Alcora, Burriana et Onda.

## Culture et patrimoine

### Lieux et monuments
Monuments religieux
- L'église Saint Barthélemy et Saint Jacques : construite vers la fin du XIIIe siècle ou au début du XIVe siècle, elle contient notamment un retable réalisé par Roderic d'Osona en 1482.
- Le couvent des Carmelitas Descalzos (XVIIe siècle) : œuvre de frère Josep de la Concepció. On y trouve la chapelle de la Soledad, (XVIIIe siècle), œuvre représentative du rococo dans les régions valenciennes.
- L'église de la Sangre (XVIe siècle) : Une des rares églises ayant le plan de reconquête, qui tant par ses dimensions que par la qualité de ses éléments architectoniques la rendent unique dans la comarque. Actuellement, elle est transformée en Musée de l'Histoire.
- Les ermitages de Sant Miquel, El Fort, Calvario et Hospital, tous du XVIIIe siècle, et celui de Sant Xotxim, du début du Xe siècle. Actuellement, l'ermitage del Fort accueille le Musée de Medallistica Enrique Giner, et les archives historiques de Nules.

Monuments civils
- Villa romaine de Benicató.
- Murailles de Mascarell : Ce district rural de Nules est entièrement entouré de murs depuis la conquête par Jacques Ier. Notons sa maison communale (casa consistorial) de la fin du VIIIe siècle (car jusqu'au XIXe siècle, il a eu une municipalité propre) et son église paroissiale de la fin du XVIIe.

### Sites naturels
- Plage de Nules.
- L'Étang de Nules: Zone humide qui abrite diverses espèces d'oiseaux aquatiques.

### Personnalités liées à la commune
- Karpa (1926-2000) : scénariste et dessinateur de bande dessinée né à Nules.
- Rosita Amores (1938-) : artiste de variétés née à Nules.
- Sergi Canós (1997-) : footballeur né à Mules.